# Bernard Barbier (ingénieur)
Pour les articles homonymes, voir Bernard Barbier et Barbier.
Bernard Barbier, né en 1953 à Yèvre-la-Ville (Loiret), est un ingénieur français, expert en cryptographie et en interception des communications. Il a occupé des postes de direction, d'abord au Commissariat à l’énergie atomique (CEA) puis à la direction générale de la Sécurité extérieure (DGSE), dont il a notamment assuré la direction technique (DT) pendant sept ans, de 2006 à 2013.
De 2014 à sa retraite en 2018, il est conseiller pour la cybersécurité et la cyberdéfense auprès du président du groupe Sogeti, puis Capgemini.

## Biographie

### Enfance et formation
Fils d'agriculteurs, né à Yèvre, un village du Loiret, Bernard Barbier travaille dans une volaillerie dès l'âge de quatorze ans.
Sur les conseils de son instituteur à ses parents, il poursuit ses études pour obtenir son baccalauréat et intégrer en 1973 l'École centrale Paris,. Il en ressort diplômé en 1976, spécialité Physique de la Matière.

### Carrière
Il commence sa carrière au CEA, au sein de la Direction des applications militaires (DAM), de 1977 jusqu'à 1989. Il y est notamment chargé du déploiement du programme d'équipement des super-calculateurs nécessaires aux calculs de simulation de l'arme nucléaire française.
En 1989, il intègre la DGSE en tant que directeur du service de cryptographie, puis comme directeur de la recherche technologique. Il monte les premières équipes de hacking au sein de la DGSE.
Il devient en 1996 chef du département Système du Laboratoire d'électronique et de technologie de l'information (LETI), à nouveau au sein du CEA. Il prend la direction du LETI, l'un des tout premiers laboratoires mondiaux de microélectronique et de nanotechnologie.
En 2006, Bernard Barbier est nommé à la tête de la DT de la DGSE,, la direction la plus étoffée (plus de 2 000 agents sur un total de 6 000), responsable des interceptions des communications électroniques. À ce poste, il oriente le développement sur l'intégration des technologies les plus pointues à des fins de sécurité nationale. Il obtient de la présidence un renforcement sans précédent des moyens de renseignement technique français. Il est l'homologue du général Keith Alexander, le patron de la NSA américaine.
En janvier 2014, conformément aux règles de la haute fonction publique, il quitte son poste de haut fonctionnaire pour être recruté par Sogeti en tant que conseiller spécial pour la cybersécurité et la cyberdéfense,, avec l'aval de la commission de déontologie de l’État.
Sur la fin de sa carrière, il intervient dans des écoles d'informatique sur des cours de sensibilisation, comme à l'École Supérieure de Génie Informatique (ESGI)[réf. nécessaire].

## Publication
- Quentin Michaud et Olivier Kempf (préf. Bernard Barbier), L'Affaire Edward Snowden : une rupture stratégique, Paris, Economica, 4 décembre 2014, 211 p. (ISBN 978-2-7178-6753-4)